# Rita Verdonk
Maria Cornelia Frederika (Rita) Verdonk (ur. 18 października 1955 w Utrechcie) – holenderska polityk i urzędnik państwowy, działaczka partii Partii Ludowej na rzecz Wolności i Demokracji (VVD), posłanka do Tweede Kamer, w latach 2003–2007 minister odpowiedzialna głównie za integrację i imigrację.

## Życiorys
Kształciła się w Niels Stensencollege w Utrechcie, po czym studiowała socjologię na Katholieke Universiteit Nijmegen, specjalizując się w socjologii organizacji i kryminologii. W latach 70. była członkinią Politycznej Partii Radykałów i następnie Pacyfistycznej Partii Socjalistycznej.
W 1983 została urzędniczką w departamencie więziennictwa w Ministerstwie Sprawiedliwości. W 1984 objęła stanowisko zastępcy dyrektora więzienia w Scheveningen. Od 1988 do 1992 wchodziła w skład zarządu więzienia De Schie w Rotterdamie. W 1992 przeniosła się do departamentu nieletnich w Ministerstwie Sprawiedliwości, obejmując wkrótce stanowisko zastępcy dyrektora. W 1996 została dyrektorem departamentu bezpieczeństwa państwowego w Ministerstwie Spraw Wewnętrznych. W latach 1999–2003 była menedżerem i następnie dyrektorem w firmie doradczej KPMG.
W 2002 dołączyła do Partii Ludowej na rzecz Wolności i Demokracji. 27 maja 2003 objęła stanowisko ministra bez teki do spraw imigracji i integracji w drugim rządzie Jana Petera Balkenende. Pozostała na tym urzędzie również w utworzonym 7 lipca 2006 trzecim gabinecie tego premiera. Od 21 do 22 września 2006 jednocześnie czasowo zarządzała Ministerstwem Sprawiedliwości w związku z rezygnacją Pieta Heina Donnera. 14 grudnia 2006 zmieniono jej zakres obowiązków, powierzając jej funkcję ministra ds. integracji, ochrony i prewencji młodzieży, którą pełniła do 22 lutego 2007.
Jako minister Rita Verdonk prowadziła restrykcyjną politykę imigracyjną i azylową, zyskując osobistą znaczną popularność. Aby zmniejszyć imigrację poprzez małżeństwo, zaproponowała podniesienie wieku uprawniającego do przyjazdu do 21 lat i ograniczenie dopuszczalności przyjazdu małżonka jedynie do tych sytuacji, gdy holenderski współmałżonek zarabia ponad 120% płacy minimalnej. Odmówiła zezwolenia na amnestię dla 26 tys. osób, które ubiegały się o azyl, a po wydaniu decyzji odmownej nielegalnie pozostawały przez co najmniej 5 lat na terytorium Holandii. Przeforsowała prawo wprowadzające obowiązkowe egzaminy dla imigrantów (m.in. spoza UE oraz USA, Kanady i Japonii) testujące znajomość języka niderlandzkiego czy holenderskich zwyczajów. Podjęła także próbę ustanowienia zakazu noszenia burki w miejscach publicznych oraz nakazu odśpiewania pierwszej zwrotki hymnu państwowego przez osoby otrzymujące obywatelstwo.
Była krytykowana za swoją postawę dotyczącą obywatelstwa pochodzącej z Somalii posłanki VVD Ayaan Hirsi Ali. W maju 2006, po ujawnieniu podania przez Somalijkę fałszywych informacji przy składaniu wniosku azylowego, Rita Verdonk stwierdziła, że nadanie obywatelstwa jest niebyłe. W czerwcu tego samego roku wycofała się z tej decyzji. Parlament nie był w stanie przegłosować wobec niej wotum nieufności. Gdy nie podała się do dymisji, ugrupowanie Demokraci 66 ogłosiło swoje wyjście z koalicji rządowej.
W 2006 Rita Verdonk ubiegała się o przywództwo na liście wyborczej VVD przed przedterminowymi wyborami parlamentarnymi, jednak przegrała prawybory z Markiem Rutte. Wystartowała w konsekwencji z drugiego miejsca, uzyskując mandat posłanki do Tweede Kamer i otrzymując jednocześnie więcej głosów preferencyjnych niż Mark Rutte.
W październiku 2007 opuściła VVD, a w maju 2008 założyła nowe ugrupowanie Trots op Nederland. W wyborach w 2010 z jego ramienia nie utrzymała mandatu poselskiego, po czym wycofała się z działalności politycznej. Została publicystką gazety „Spits”, a także niezależnym doradcą do spraw bezpieczeństwa.